# 中国气象科学研究院

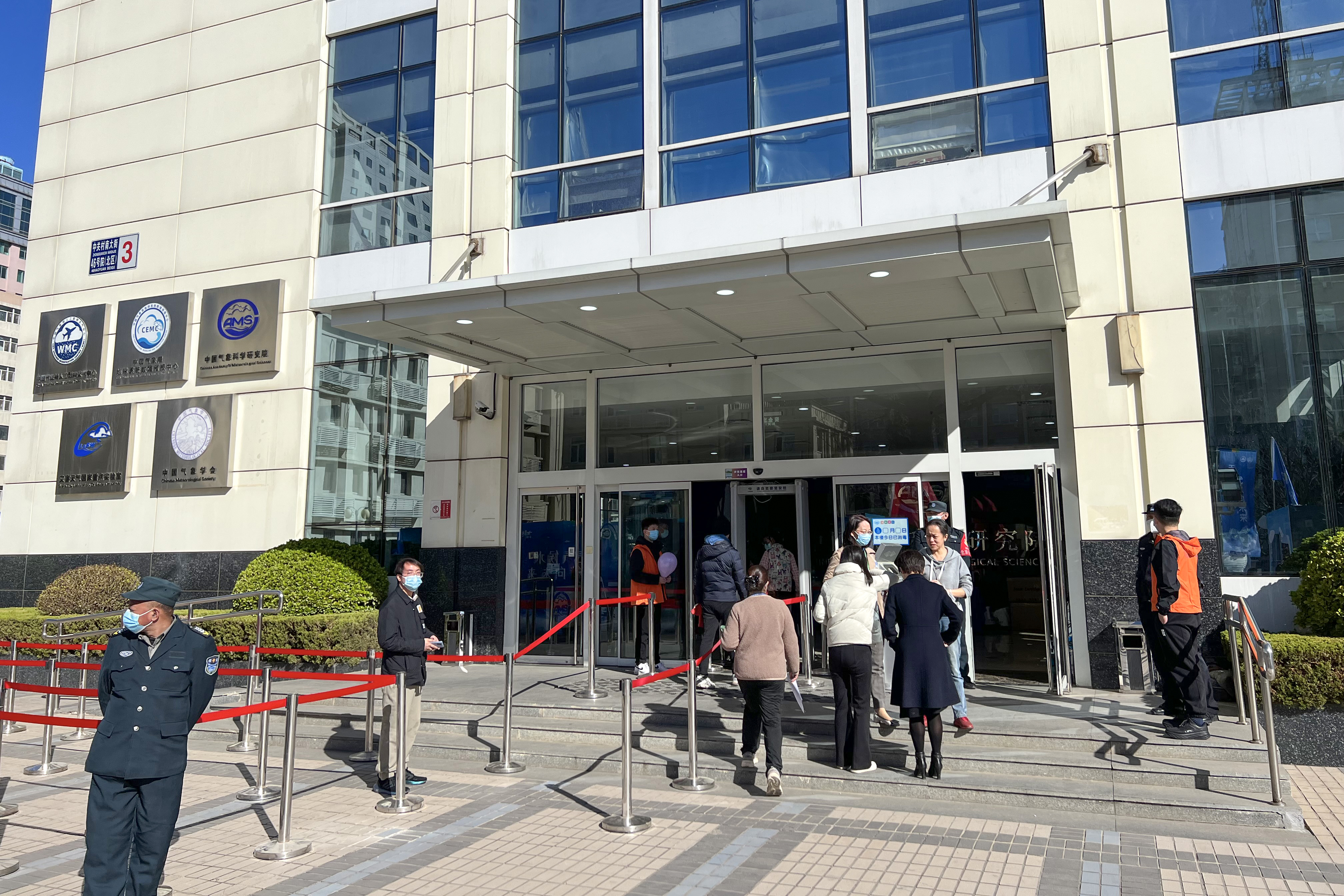
正门

中国气象科学研究院是中华人民共和国的一所气象科学研究机构，前身可追溯至1956年8月1日成立的中央气象科学研究所，1960年中央气象台从气象科学研究所划出；1978年6月15日由气象科学研究所与气象科技情报研究所合并组建中央气象局气象科学研究院，1982年改为国家气象局气象科学研究院，1991年6月25日改为现名，是中国气象局直属事业单位。现任院长端义宏。